# ワットマン
株式会社ワットマン（英: WATT MANN CO., LTD.）は、神奈川県横浜市旭区に本社をおく販売事業者。
以前は家電製品の販売事業を中心としていたが、現在はリユース・リサイクル事業を主とする。東京証券取引所スタンダード市場に上場、証券コードは9927。

## 概要
かつては神奈川県を中心とした家電量販店として、ピーク時は年商約500億円もの売上を誇り、ノジマと肩を並べる程度まで成長した。
しかし、価格競争等の激化から家電販売事業を撤退し、ブックオフやハードオフなどとのフランチャイズ契約によるリユース・リサイクル事業に転換する。2013年6月から「ハードオフ」として営業していた家電・雑貨部門の自社直営化により店舗ブランドを『スーパーリサイクルショップ ワットマン』に変更しワットマンの名称を復活させた。なおブックオフとのフランチャイズは継続しており、「ワットマン」店舗内にブックオフ店舗を併設しているケースや、ブックオフのみの単独店舗も存在する。

## 沿革
- 1960年 - 株式会社清水合業社を創業。
- 1978年 - 株式会社清水合業社の家電小売事業を分離して、神奈川県横須賀市に株式会社電化センターシミズとして設立。
- 1989年9月 - 株式の額面変更を目的として、株式会社シミズデンキを形式上の存続会社として合併。
- 1990年4月 - 現在の株式会社ワットマンに商号変更。
- 1992年7月27日 - 株式を店頭公開。
- 2000年10月 - 株式会社清水合業社を吸収合併。
- 2002年3月 - 新業態としてリユース事業1号店としてハードオフ・オフハウス上郷店を開店。
- 2004年9月 - 家電販売事業から撤退し、リユース専業となる。一部店舗をデンコードー（本社・宮城県名取市）に譲渡[注 1]。
- 2013年4月15日 - ハードオフコーポレーションとのフランチャイズ契約解除。
- 2013年6月1日 - 『ハードオフ』『オフハウス』の店舗名をそれぞれ『ワットマンテック』『ワットマンスタイル』に変更し、家電・雑貨のリサイクル部門は自社直営となる。
- 2020年3月 - サクラス戸塚店内に『ワットマンホビー』の名前で駿河屋がバックアップする店舗が開店[1]。

## 店舗
店舗一覧を参照のこと。

### デンコードー譲渡以前に閉鎖した店舗
- 上大岡店

開店当初はオーディオビジュアル専門の「シミズデンキAV」として営業。後に白物家電も扱う。
現在は業務スーパーとザ・ダイソー。
- 上中里店

1995年頃、店舗前の道路（笹下釜利谷道路）の拡張工事で駐車場が狭くなることから、酒販店に転換。
閉店後、ハックドラッグを経て、現在はサカイヤ薬局。
- 港南台店

2004年7月25日閉店。
ディスカウントストアのピカソ港南台店（2019年3月31日閉店）を経て更地化。現在は賃貸マンション。
- 衣笠店

現在は学習塾。
- 大矢部店

現在は住宅情報館。
- 大矢部AV館

現在は介護用品ショップ。
- つきみ野店

現在はクリエイトS・D。
- 相模原店

現在はビッグエコー。
- 野川店

現在はオーケー。
- 静岡SBS通り店

1999年秋開店、2003年6月1日閉店。
2003年9月17日、静岡県内初のドン・キホーテパウSBS通り店として開業。
- 井土ヶ谷店

井土ヶ谷店を名乗っているが、所在は井土ヶ谷駅から離れた永田北地区にあった。
閉店後、跡地は初期のSHOP99の店舗となるも、現在は入居していたビルごと更地となり、時間貸し駐車場である。

## その他
- 浅尾慶一郎参議院議員は、現在も当社の監査役である。
- シミズデンキ時代には、雷様をモチーフにしたキャラクターが存在した。
- 本社所在地でもある現在の鶴ヶ峰店は二代目の店舗。

シミズデンキ時代に出店した、平屋建ての初代店舗は道路を隔てた隣接地にあり、移転後も倉庫として使われていた。
- ワットマンに社名変更した時に、海老一染之助・染太郎が独特の口調で「シミズデンキがワットマンに変わっておめでとうございま〜す」と登場するテレビCMが放映された。
- 電化製品の他、店舗によってはブランド品や、酒販店として酒、ソフトドリンク、食品（菓子、おつまみ）を扱う店舗も存在した。
- 事業転換当初は赤字が続いたが、2006年度仕入れ業務を大幅に改善させたことから、従来の赤字体質の業績から脱し黒字転換した。
- 家電販売業撤退後も長期保証商品のアフターメンテナンスなどに対応していたが、家電販売業撤退から5年後の2009年9月をもってすべてのアフターサービスを終了している[注 2]。